# Lasse Persson (trummis)
Lars-Olof (Lasse) Persson, född 11 november 1960 i Pajala församling, Norrbottens län, är en svensk trummis.

## Biografi
Persson föddes i Pajala där han och hans syskon tidigt fick lära sig traktera olika instrument av sin far Hans Persson, känd som Pajala-Hasse. Tillsammans med de fyra barnen Bo (bas), Lasse (trummor), Birgit (dragspel och klaviatur) och Doris (gitarr och banjo) bildade fadern tidigt gruppen Pajala-Hasses. Familjen flyttade i mitten av 1960-talet till Piteå och gruppen kom bland annat 1968 att bli tvåa i radions gammeldanstävling, där tävlingen vanns av Bröderna Lindqvist.
År 1970 flyttade hela familjen till Morgongåva där Hans Persson startade eget musikförlag och byggde en studio. Under perioden 1971–1984 genomfördes varje år ett omfattande turneprogram som planerades utifrån geografi där man spelade sig igenom Sverige och Finland. Lasse Persson var i början av denna karriär inte ens tonåring, och socialförvaltningen gjorde inspektioner för att förvissa sig om att miljön som dansbandsmusiker var lämplig för en elvaåring.
Efter tiden i Pajala-Hasses har Lasse Persson haft ett stort antal samarbeten, där bland annat kan nämnas Lasse Stefanz, Robert Wells, Alice Babs & Charlie Norman och Svenska Lyxorkestern.